# Хлодеріх
Хлодеріх (д/н — 508/509) — останній король Кельна (ріпуарських франків).

## Життєпис
Син Сігіберта, короля Кельна. У 507 році за наказом батька очолив війська, що рушили на допомогу Хлодвігу, короля салічних франків. Брав участь у битві при Вує проти Аларіх II, короля вестготів, в якій франки перемогли. Згідно з Григорієм Турським після перемоги Хлодвіг спонукав Хлодеріха вбити свого батька, при цьому обіцяючи свою дружбу. Сігіберта було вбито на полюванні в Буконському лісі в тому ж році. Проте дослідники Годфруа Курт і Жорж Бордоне знаходить невідповідності в оповіданні Григорія Турського і наголошують, що Сігіберт загинув, потрапивши в засідку, без будь-якої участі з боку Хлодеріха. Можливо її організував Хлодвіг або алемани, напевніше це зроблено з наказу саме Хлодвіга, а в подальшому звинувачено Хлодеріха, щоб підірвати до нього довіри підданих і церкви як до «батьковбивці».
Незабаром після загибелі батька Хлодеріх ставкоролем Кельна. Хлодвіг спрямував людей з посланням до Хлодеріха, але під час перемовин того було вбито. Після цього без бою Хлодвіг захопив Кельнське королівство франків. У 511 році королівство ріпуарських франків було розділено, внаслідок чого місцеві франки остаточно змішалися з іншими підданими Франкського королівства. У 534 році Мундеріх, син Хлодеріха, спробував відновити родинні володіння, але його повстання зазнало поразки.

## Родина
- Мундеріх
- донька, дружинароду Ферреолін, мати засновника роду Арнульфінгів
- Дода, аббатиса монастиря Сен-П'єр-ле-Дам в Реймсі